# Radialiplicataceae
Radialiplicataceae, porodica algi kremenjašica iz reda Paraliales, dio razreda Coscinodiscophyceae. Sastoji se od tri roda s 12 vrsta

## Rodovi
1. Anuloplicata (Z.I.Glezer) Z.I.Glezer
2. Bipalla Z.I.Glezer
3. Ellerbeckia R.M.Crawford

## Drugi projekti
|  | Zajednički poslužitelj ima još gradiva o temi Radialiplicataceae |
|  | Wikivrste imaju podatke o taksonu Radialiplicataceae             |